# Jack Brown Genius
Pour plus de détails, voir Fiche technique et Distribution.
Jack Brown Genius est un film néo-zélandais réalisé par Tony Hiles, coproduit par Peter Jackson et coécrit par eux-mêmes avec la paternaire de Jackson, Fran Walsh, et sorti en 1996. L'acteur Timothy Balme, qui avait déjà joué dans le film Braindead de Jackson, y tient le rôle-titre. 

## Synopsis
Le cerveau de l'inventeur Jack Brown (Timothy Balme) est possédé par l'âme d'un moine médiéval qui pense connaître le secret de comment voler.

## Fiche technique
- Titre original : Jack Brown Genius
- Réalisation : Tony Hiles
- Scénario : Tony Hiles, Peter Jackson et Fran Walsh
- Musique : Michelle Scullion
- Photographie : Allen Guilford
- Montage : Jamie Selkirk
- Production : Peter Jackson et Jim Booth
- Société(s) de production : WingNut Films
- Société(s) de distribution : Senator Film et Lionsgate Home Entertainment
- Pays de production :  Nouvelle-Zélande
- Langues originales : anglais, quelques dialogues en mandarin
- Format : couleur (Technicolor) — 2,35:1 (VistaVision) — 70 mm — son Dolby numérique
- Genre : fantastique, comédie romantique
- Durée : 85 minutes
- Date de sortie : 
  - 11 juillet 1996 (Nouvelle-Zélande)

## Distribution
- Timothy Balme : Jack Brown
- Lisa Chappell (en) : Sylvia
- Nicola Murphy : Eileen
- Marton Csokas : Dennis
- Stuart Devenie : Elmer
- Edward Campbell : Boss

## Distinctions
Le film a remporté trois prix au New Zealand Film and Television Awards de 1996 :
- Meilleur réalisateur pour Tony Hiles
- Meilleur acteur pour Timothy Balme
- Meilleure bande originale pour Michelle Scullion[1]